# Palacio de Gátchina
El palacio de Gátchina (del ruso: Большой Гатчинский дворец) es un palacio de Rusia, situado en la ciudad de Gátchina. Fue construido entre 1766 y 1781 para el Conde Grigori Orlov, favorito de Catalina la Grande, según un proyecto del arquitecto italiano Antonio Rinaldi. Situado en una colina sobre el lago Serébryanoie (de Plata), el palacio combina temas de los castillos medievales y de las residencias suburbanas. El interior del palacio es una muestra rusa del clasicismo extranjero de los siglos XVIII y XIX. El palacio fue uno de los dos lugares de descanso favoritos de la Familia imperial. El palacio está integrado, junto con el parque de la ciudad de Gátchina, así como su centro histórico (código 540-012) en el lugar Patrimonio de la Humanidad llamado «Centro histórico de San Petersburgo y conjuntos monumentales anexos».

## Historia del palacio

### Construcción

Planta del Palacio de Gátchina.
1. Cuerpo central
2. Patio de cocinas
3. Patio del arsenal
4. Plaza
5. Torre de Señal (como pararrayos)
6. Torre del Reloj
7. Monumento a Pablo I
8. Muralla con bastiones
9. Jardín Privado
10. Puentes sobre el foso

En 1765, Catalina II compró el solar de Gátchina (que daría origen a la ciudad del mismo nombre) al príncipe Borís Aleksándrovich Kurakin, regalándolo en seguida a su favorito Grigori Grigórievich Orlov, como señal de gratitud por haber liderado el golpe palaciego de 1762, por el cual se volvió emperatriz. El día 30 de mayo de 1766 comenzó la construcción del palacio de Gátchina en el territorio del solar.
Con el objetivo de desarrollar el proyecto del palacio Grigori Orlov, junto con Catalina II, invitó al arquitecto italiano Antonio Rinaldi. Su diseño combina elementos de los castillos de caza suburbanos rusos e ingleses. Como resultado, el palacio de Gátchina fue el único castillo erigido en los suburbios de San Petersburgo. La construcción discurrió lentamente; a finales de 1768 fue colocada una cornisa y en 1770 comenzaron los trabajos en la decoración exterior, las cuales durarían hasta 1772. Las decoraciones del interior se retrasaron hasta final de 1770 (en el cuerpo central del palacio permaneció hasta 1950 una placa de cobre con las fechas de inicio y del fin de la construcción: «Iniciado el 30 de mayo de 1766. Concluido en 1781» - «Заложен в 1766 мая 30. Окончен 1781 года»).

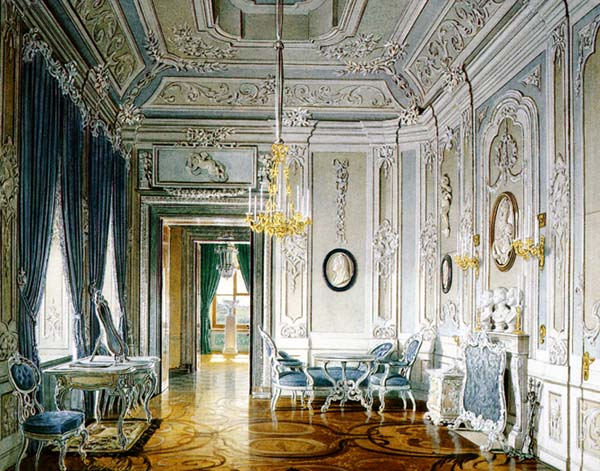
Sala de vestir del conde Orlov (años 1770) representada en una acuarela del.

Tras su conclusión, el nuevo palacio estaba compuesto por tres partes integrantes. La mayor parte está constituida por tres cuerpos centrales, con dos torres pentagonales. La torre sur contenía el reloj y la del norte contenía un pararrayos. El edificio principal estaba unido por dos galerías con otros dos edificios cuadrados, como patios internos (cocina y arsenal), los cuales poseían torres octogonales localizadas en las esquinas. El exterior del edificio se revistió con caliza traída de las minas de la vecina aldea de Páritsy (Парицы). El vestíbulo es el parapeto sobre la cornisa se hicieron con «piedra pudstskogo». Los detalles de la decoración interior del palacio de esta época no sobrevivieron, perdiéndose los registros gráficos de la propiedad de Orlov.
Orlov estuvo poco tiempo en el nuevo palacio, pues falleció en 1783. Inicialmente, el palacio de Gátchina fue recuperado de los hermanos del conde por Catalina II (4 de julio de 1783), siendo regalado, el 6 de agosto del mismo año, al Gran Duque Pablo (el futuro zar Pablo I de Rusia), el cual se mudó allí en septiembre. Para entonces, Pablo estaba ocupado con la construcción del Palacio Pávlovsk, su residencia en las proximidades de Tsárskoye Seló. El futuro zar sólo se dedicó al palacio de Gátchina cuando estaban concluidos los trabajos de base en el palacio de Pávlovsk, o sea, a partir de 1790.

### La primera reestructuración

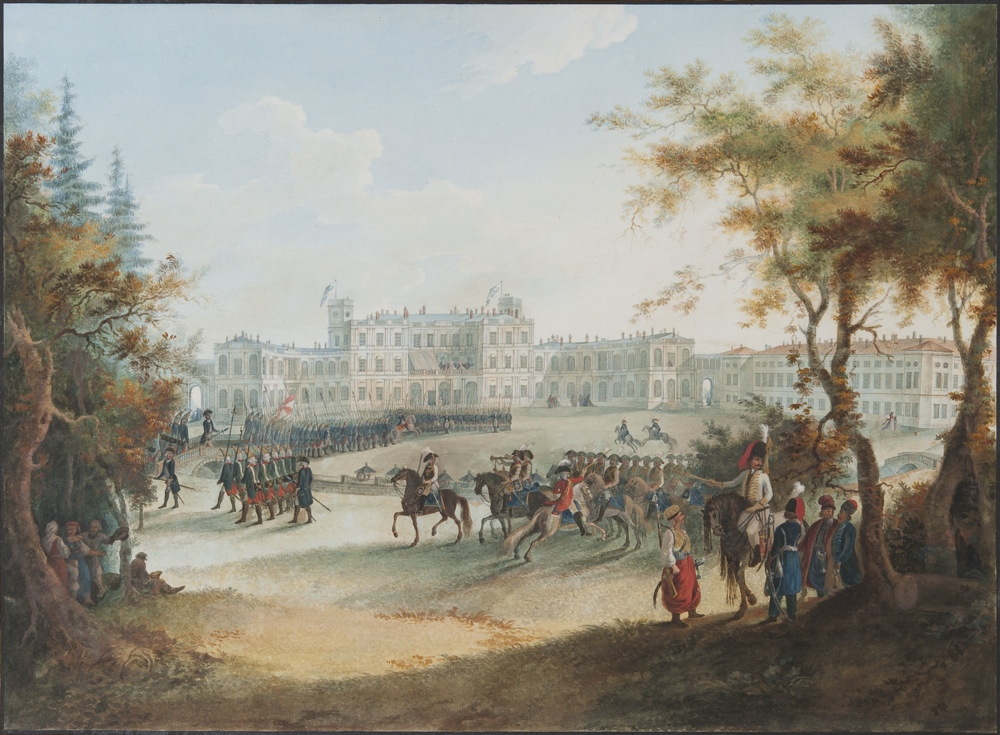
El palacio de Gátchina en una acuarela del.

Hubo varios proyectos de reestructuración del palacio que nunca fueron llevados a cabo. Uno de ellos, datado en 1783, reviste particular interés, mostrando junto al palacio de Gátchina (en el lugar donde está la moderna estación ferroviaria del Báltico) un nuevo edificio monumental, el cual daría a la vasta plaza frente al palacio. Este proyecto no se ejecutó en Gátchina, pero fue un prototipo del Castillo Mijáilovski, en San Petersburgo. Otro proyecto incluía la construcción de otro gran palacio, con tres patios internos, en la zona adyacente al patio del arsenal.
Mientras tanto, los planos de reestructuración global del complejo palaciego no fueron aprobados por Pablo I, el cual decidió ampliar los espacios destinados a los gabinetes. La etapa principal comenzó en 1796, bajo el mando del arquitecto Vincenzo Brenna, que trabajaba entonces en Gátchina. Su misión consistió en aumentar los pisos segundo y tercero de los dos cuerpos laterales, así como la transformación de las galerías abiertas - columnatas en el segundo piso del cuerpo central. Tras la adaptación, en vez de galerías abiertas aparecieron paredes decoradas con columnas encastradas. Más allá de eso, una pared aparecía en el primer piso, en el centro del edificio principal, en el lugar de las arcadas abiertas y sin paso al parque. Los trabajos en la salas de ceremonia destinadas a la familia de Pablo I, en el cuerpo del Arsenal y en el edificio central, comenzaron en 1797. Por otro lado, el espacio situado frente al palacio, ocupado por parterres, fue transformado en una plaza cerrada por una muralla con bastiones y, a partir del parque, en el territorio adyacente al palacio, fue dispuesto un pequeño jardín privado.

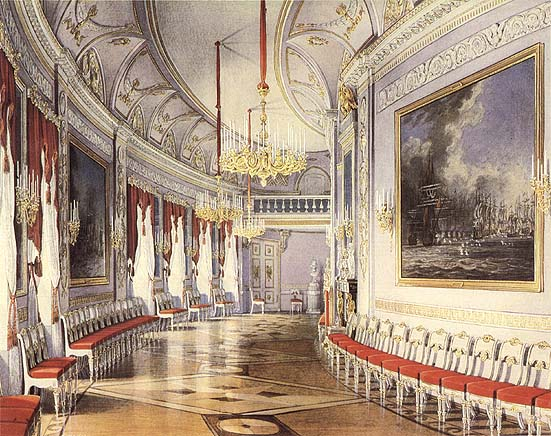
La galería Chesma, hecha para el gran duque Pablo I en el estilo neoclásico de la década de 1790.

En 1799, Pablo I nombró a Andreyán Zajárov como arquitecto-jefe de Gátchina. Tuvo que acabar algunos trabajos en curso en el palacio, una vez que en ese momento Brenna estaba en San Petersburgo, ocupado con la edificación del castillo Mijáilovski. Zajárov se dedicó en particular al acabado de la superestructura del cuerpo de cocina. Una nueva iglesia palaciega también fue construida según su proyecto, en 1800, en el mismo local existente en la época del Conde Orlov.
Pablo I, tras invertir muchos recursos y experiencias traídos de viajes por Europa para hacer de Gátchina una ciudad ejemplar y dotar al palacio de suntuosos interiores neoclásicos, agrandó el parque con puentes, portones y pabellones, tal como la «Isla del Amor», el «Jardín Privado», el «Jardín Holandés» y el «Laberinto», entre muchas otras adiciones.
En 1796, tras la muerte de su madre Catalina, Pablo se convirtió en emperador de Rusia y Gátchina alcanzó el estatuto de Ciudad Imperial - residencia oficial de los emperadores rusos. Un monumento notable del reinado de Pablo I es el Palacio del Priorato, un pequeño palacio situado en las orillas del Lago Negro. Construido para e Gran-Priorato Ruso de la Orden de San Juan, fue ofrecido a la referida orden por un decreto del emperador con fecha de 23 de agosto de 1799.
Tras el asesinato de Pablo I, en 1801, el Palacio de Gátchina pasó a manos de su viuda, María Fiódorovna, que lo conservó hasta 1828. Conforme a sus deseos, el arquitecto Andréi Voronijin ejecutó pequeñas alteraciones en el palacio entre 1809 y 1811. Básicamente, estas modificaciones estuvieron relacionadas con el mobiliario interior e, incluso, como una adaptación del palacio a una posible «residencia de invierno».

### Una segunda reforma

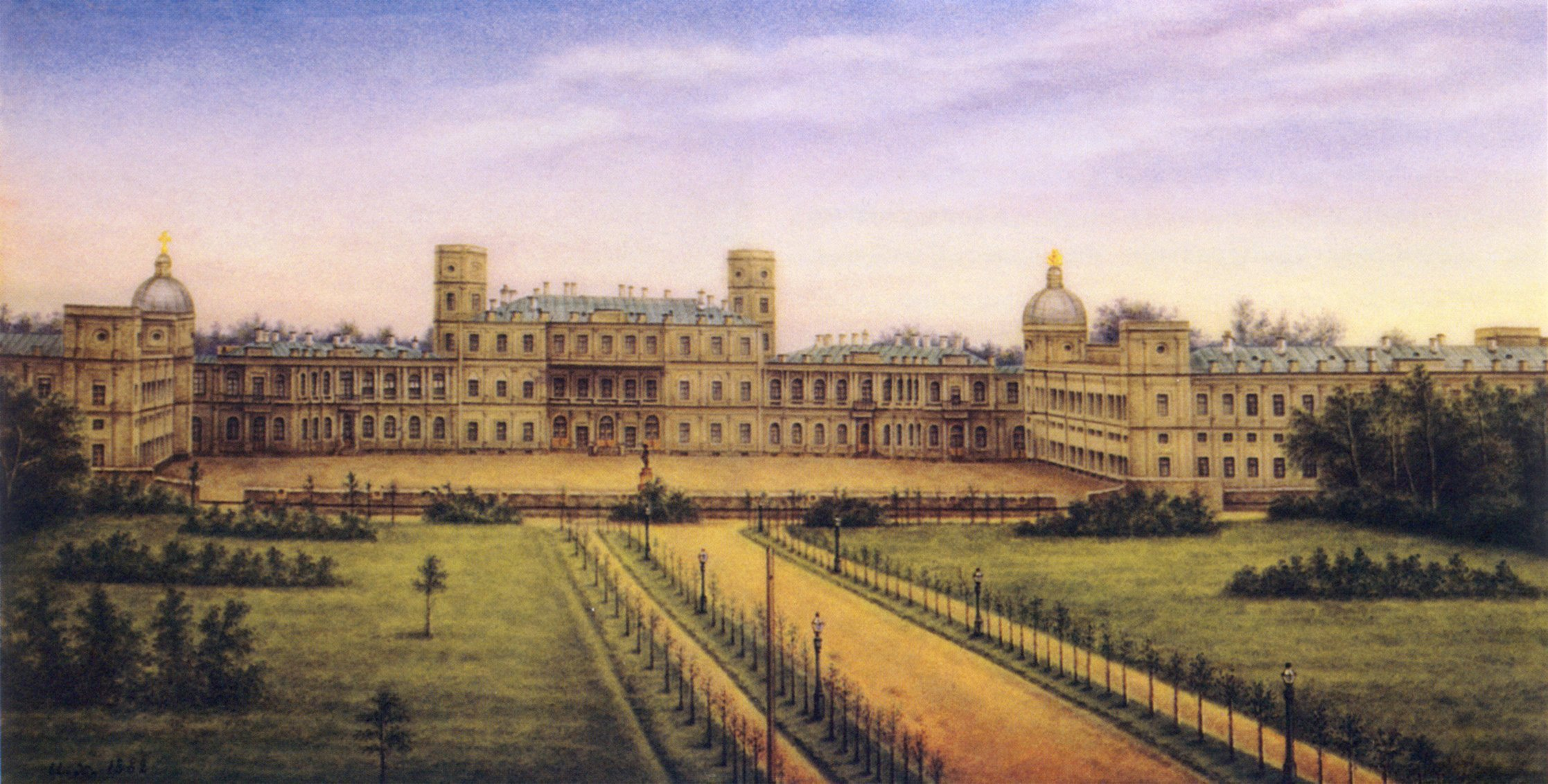
El palacio de Gátchina en una pintura sobre porcelana de la segunda mitad del.

La siguiente fase de trabajos importantes en la reestructuración del palacio de Gátchina ocurrió a partir de 1840, cuando este pertenecía al zar Nicolás I (propietario del palacio entre 1828 y 1855), para transformar el palacio en la residencia de verano del zar y su corte. Las obras fueron supervisadas a partir de 1844 por Román Kuzmín, el cual había sido, en 1841, arquitecto-jefe del Ministerio del Tribunal Imperial. Las principales obras ocurrieron en las alas que estaban a los lados de la plaza, la cual había tenido que ser casi totalmente reconstruidas. Los edificios laterales se elevaron hasta la altura de las galerías. Por esa misma elevación, el cuerpo central cuadrado del palacio dejó de dominar la construcción, por lo que, bajo el liderazgo de Kuzmín, fue construido otro piso entre las dos torres pentagonales. Además de los importantes trabajos de reconstrucción en los cuerpos centrales del palacio, fueron ejecutados trabajos de restauración y reconstruida la escalinata ceremonial. Fue construida además una baranda en el vestíbulo sobre la plaza, apoyada sobre columnas que habían sido proyectadas en mármol por el arquitecto, pero que en realidad estaban hechas de hierro fundido. En 1850, los degradados bastiones mantenidos en torno a la muralla de la plaza, frente al palacio, fueron completamente desmontados y construidos de nuevo por Brenna sin alteración en su diseño original. Estos serían los últimos trabajos de bulto realizados en el palacio, una vez que los propietarios siguientes se limitaron a hacer las necesarias obras de mantenimiento.
El 1 de agosto de 1851 fue fijado en la plaza, enfrente del palacio, el monumento a Pablo I, padre de Nicolás I. En 1853 se inauguró el ferrocarril entre San Petersburgo y Gátchina. En aquella época, el territorio de la ciudad se amplió a través de la incorporación de diversos vecindarios y aldeas.
Alejandro II usó el palacio de Gátchina como residencia secundaria. Construyó una aldea de caza y otros añadidos para su Equipo de Caza Imperial, y transformó las zonas al sur de Gátchina en su retiro, donde el zar y sus convidados podían permitirse vivir al estilo rural entre la vida silvestre y los bosques del noroeste de Rusia. Alejandro II hizo más modernizaciones y renovaciones en el palacio de Gátchina.
El emperador Alejandro III hizo de Gátchina su residencia principal, tras experimentar el golpe de asistir al asesinato de su padre. El palacio fue entonces conocido como la «Ciudadela de la Autocracia» debido a las políticas reaccionarias del zar. Este monarca vivió en el palacio durante la mayor parte de su reinado. Aquí, Alejandro III hizo sus comunicados oficiales, recepciones diplomáticas, representaciones teatrales, bailes de máscaras y otros eventos de entretenimiento. En 1880, Alejandro III introdujo importantes modernizaciones en el palacio, como la instalación de electricidad y de la red telefónica, y la sustitución de canalizaciones de saneamiento y de los fuegos de saneamiento por calefacción central.
Nicolás II, el último zar ruso, pasó su juventud en el palacio de Gátchina. Su madre, la emperatriz María Fiódorovna, viuda de Alejandro III, era la patrona de la ciudad de Gátchina, del palacio y de los parques.

### El palacio tras la revolución

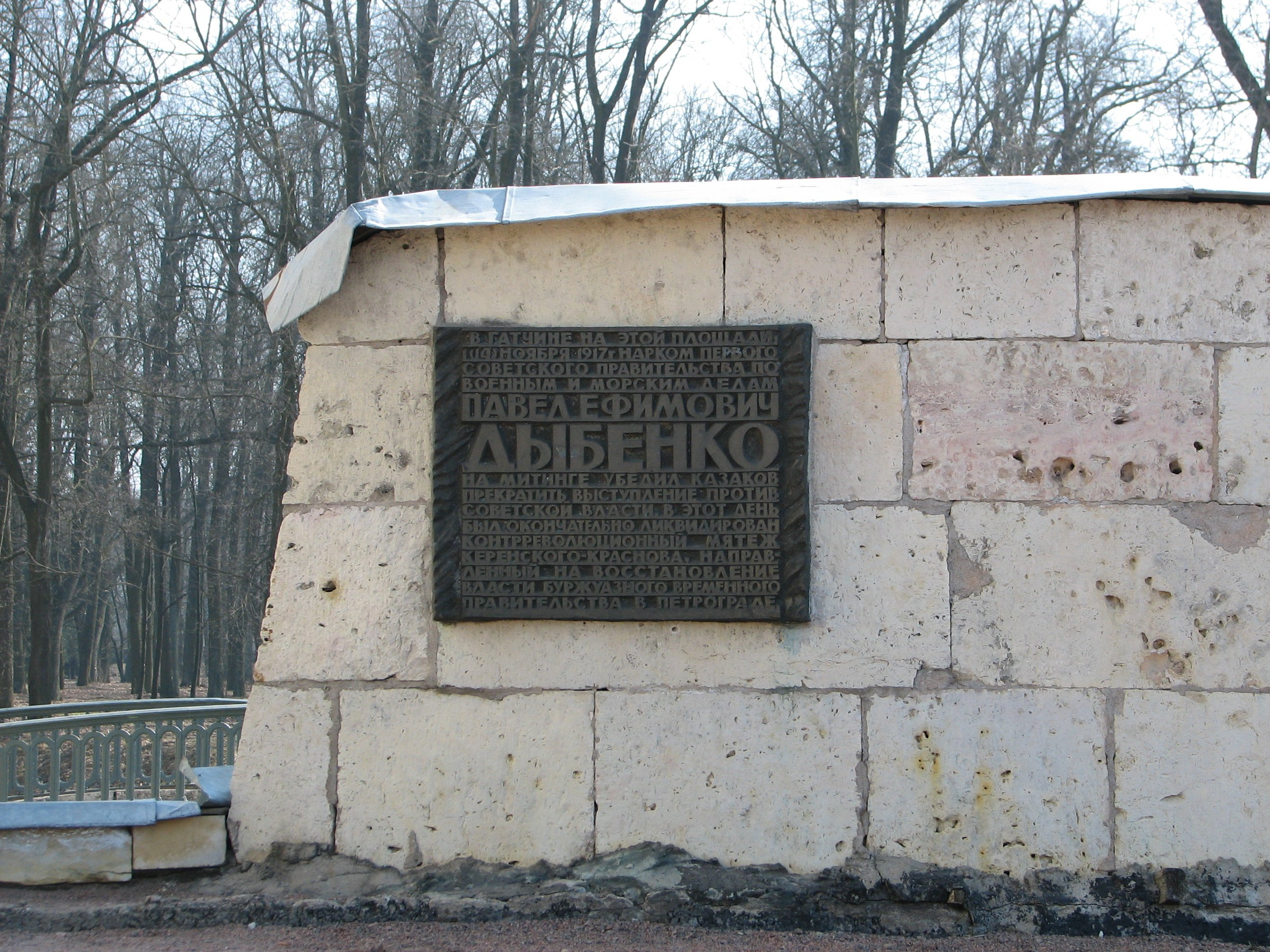
Placa conmemorativa sobre dos bastiones, recordando el mitin en la plaza en noviembre de 1917.

En 1917, tras la Revolución de Febrero y del rechazo del Emperador Nicolás II, llegó al poder el Gobierno Provisional liderado por Alejandro Kerenski. El palacio dejó de pertenecer a la Familia Imperial, y el día 27 de mayo de 1917 comenzó a trabajar una comisión de aprobación y propiedad de los palacios, con el fin de adaptar las residencias suburbanas al nuevo gobierno. La comisión de Gátchina estaba mandada por Valentín Platónovich Zúbov. Paralelamente, se realizaban debates sobre la futura utilización de los palacios. Se acordó que las residencias imperiales, incluido el palacio de Gátchina, debían convertirse en museos nacionales. Tras la Revolución de Octubre, ocurrida el 26 de octubre de 1917, Zúbov se convirtió en el primer director del palacio-museo de Gátchina.
En los tiempos de la revolución se produjeron enfrentamientos en Gátchina entre los cosacos del general Piotr Krasnov y destacamentos del Ejército Rojo. El día 27 de octubre de 1917, se instaló en el palacio el tercer Cuerpo de Caballería Cosaco, dirigido por el gobierno provisional de Kerenski. El 1 de noviembre de 1917, tuvo lugar un mitin en la plaza enfrente del palacio, en el que Pável Dybenko, Comisario del Pueblo para los Asuntos Marítimos, persuadió a los cosacos que no se opusieran al poder soviético en Petrogrado (San Petersburgo), lo que llevó a que, en la noche del 1 al 2 de noviembre, Kerenski dejase el palacio, el cual fue ocupado por las fuerzas revolucionarias.
La apertura del museo al público tuvo lugar el día 19 de mayo de 1918, permaneciendo con esas funciones hasta 1941. El palacio fue tomado apenas en 1919, durante la guerra civil, cuando fue invadido por las tropas de Nikolái Yudénich. Las bajas del Ejército Rojo ocurridas durante este acontecimiento fueron enterradas en la plaza enfrente del palacio. Estas sepulturas no llegaron a nuestro tiempo. Los datos referentes al palacio-museo fueron conservados desde su apertura. Por ejemplo, se sabe que 1921 fue un año en que recibió el mayor número de visitantes, más de 21 000 personas.

### El palacio durante la Gran Guerra Patriótica
Tras el anuncio del inicio de la Segunda Guerra Mundial, los museos y palacios suburbanos, incluido el de Gátchina, comenzaron a tomar medidas para evacuar los bienes y proteger los edificios de los bombardeos aéreos. El día 15 de agosto de 1941 cayó la primera bomba sobre las ventanas del palacio. A finales de ese mes, la ciudad estaba ya al alcance de la artillería alemana. El 24 de agosto fue dañada la estructura del cuerpo del arsenal y el 3 de septiembre cayó una bomba en el patio de ese cuerpo, causándole daños considerables.
No fue posible proceder a la total evacuación de las obras de valor de palacio. Apenas cuatro niveles, como las piezas más valiosas, fueron enviados hacia retaguardia, así como un convoy enviado a Leningrado. Las demás piezas fueron colocadas en los sótanos del palacio, una gran parte de las esculturas fueron enterradas en el parque y las demás cubiertas de arena. Solamente el día 9 de septiembre se evacuó al personal del museo. Ese mismo día, una de las torres del cuerpo de cocina fue dañada, en tanto que otra bomba explotaba en el parque, cerca de la fachada del palacio.
El palacio de Gátchina quedó en manos de los ocupantes nazis hasta enero de 1944, cuando las tropas alemanas se retiraron, incendiando el palacio. Una parte de los bienes fueron destruidos y los restantes llevados a Alemania. En una placa de yeso colocada sobre las paredes del palacio sobrevivió la inscripción «Aquí estuvimos. No volveremos. Si viene Iván, todo estará vacío». Esta inscripción se conservó en un fragmento del muro, siendo hoy exhibida en la exposición del palacio.

### El palacio en los años de posguerra
Tras la guerra comenzó la recuperación del palacio de Gátchina, pero los trabajos realizados no se correspondieron con una restauración en el pleno sentido del término. Se tomaron medidas para poder utilizar el edificio. En 1944 los mármoles supervivientes, los bajorrelieves en estuco y algunos detalles decorativos se encerraron en escudos temporales. En 1948 fueron restaurados el tejado, las entreplantas, las ventanas y las aberturas de las puertas.
Entre 1961 y 1963 comenzaron los trabajos para recuperar el palacio como un monumento de la cultura rusa. Fue lanzado entonces el proyecto de M. M. Plótnikov para el renacimiento del palacio. Este arquitecto hizo mediciones e investigó en el material archivado, como diseños que representaban los pisos primero y segundo. Mientras tanto, las obras se suspendieron y se retomaron sólo en 1976.
Los trabajos de restauración duraron cerca de nueve años, inaugurándose los primeros interiores del museo del palacio el día 19 de mayo de 1985, conmemorando los cuarenta años de la victoria.
La restauración de los interiores del palacio continúa hoy en día. Los fondos asignados para esas obras en el período pos-perestroika fueron mínimos, pero desde 2006 aumentaron significativamente. La recuperación plena del monumento concluyó en 2012.
El gran palacio constituye una de las referencias informales de Gátchina -su imagen puede encontrarse muchas veces en recuerdos, como los libros sobre la ciudad- municipio al que debe su nombre.

## Arquitectura
El centro del palacio de Gátchina es, arquitectónica y estilísticamente, el símbolo del parque palaciego y de todo el conjunto. El arquitecto Rinaldi desarrolló el proyecto y construyó el palacio sintetizando características típicas de tales edificios. En última instancia, acabó realizando una especie de fantasioso castillo de caza como base del tema de una arquitectura militar. Las diversas y grandes modificaciones sufridas posteriormente por el palacio no influyeron mucho sobre el tema concebido originalmente.
El edificio del palacio está situado sobre una colina, dominando el paisaje circundante. La fachada norte está vuelta hacia el parque, dominando la ladera que desciende hacia el Lago de Plata (Serébryanoie), el cual se extiende por el parque del palacio a través del extenso Lago Blanco. La fachada sur cierra el ángulo de visión del parque, centrándonos en los aspectos arquitectónicos del edificio.
Mirando el plano global del palacio se distinguen tres grandes partes principales. El cuerpo central es un rectângulo alargado, en cuyos cantos septentrionales se encuentran dos torres pentagonales vueltas hacia el parque adyacente. Por el contrario, en la parte meridional a la entrada del cuerpo central está dominado por tres arcos y una baranda de entrada, creando un juego de volúmenes. Este cuerpo central está unido, por dos galerías semicirculares, a otros dos cuerpos casi cuadrados. Los cantos de estos cuerpos poseen torres octogonales, siendo las dos adyacentes a la galerías completadas por cúpulas. La planificación del palacio crea una sensación de plasticidad y de integridad del edificio como un todo y de cada uno de sus elementos, expresamente, con el aumento de los volúmenes largos en alternancia con las torres facetadas.

### Fachada sur

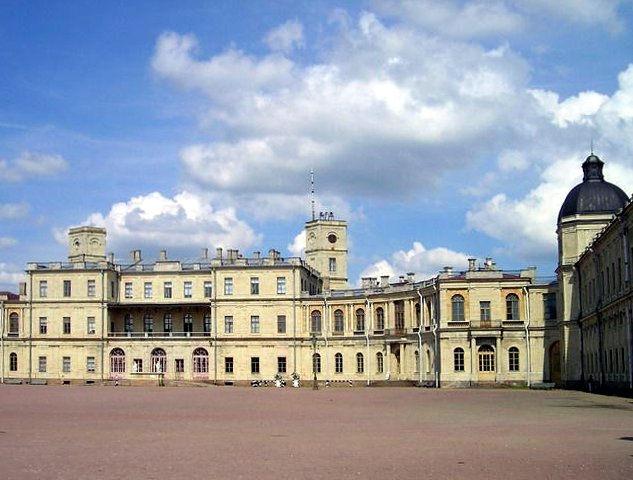
Vista parcial de la fachada sur del palacio de Gátchina.

La composición del eje central del conjunto está ejecutada a través de la línea media de la plaza, teniendo como punto de partida el monumento a Pablo I, donde es vista claramente la estructura y la relación de volumen de las piezas individuales que forman los edificios del palacio.
El piso bajo del cuerpo central y de las galerías adyacentes está marcado rítmicamente por pilastras dóricas. El espacio entre las pilastras está provisto de ventanas de forma rectangular las del edificio central y en forma de arco las situadas en las paredes de las galerías. Sobre cada ventana se encuentran paneles hundidos, combinados con el friso que alivia el volumen plástico de la fachada. El primer piso es tratado más ricamente en el edificio principal se usan pilastras jónicas, y en las galerías hay columnas encastradas del mismo orden. Como ocurre en la planta baja, las aberturas de las ventanas tienen un perfil rectangular en el cuerdo central y en arco en las galerías. Sus molduras son más complicadas, revistiéndose de una naturaleza de cuño barroco. El segundo piso, sólo existente en el cuerpo central, está decorado de forma más simple, las pilastras se encuentran ausentes en el relevo del segundo friso siendo las ventanas, igualmente, de forma rectangular. La estructura está realizada sobre una forma de entablamento clásico, el cual rodea todo el perímetro del edificio. El cuerpo central y las galerías están coronados por un parapeto consistente en una balaustrada entrecortada por trechos de piedra. Insertados en el parapeto, se encuentran paneles de piedra que indican el eje principal, encontrándose sobre las entradas principales del palacio. En el medio y en el extremo de cada galería están localizadas las puertas, envueltas por pórticos dóricos. Sobre estos pórticos se encuentran barandas como cierre abierto. Cada pórtico conduce a una escalinata de granito en forma de cono truncado. En el acceso al cuerpo principal existe una rampa que conduce al arco central.
Todo el diseño de la fachada que envuelve la plaza está formado por una combinación de líneas rectas en oposición (pilastras verticales y aberturas rectangulares) y onduladas (remates en arco de las aberturas de las galerías). Culminando esta fuga de puntos en movimiento se encuentran las cúpulas de las torres, las cuales constituyen una transición espacial para la creación expresiva de las fachadas de los cuerpos laterales.
Las fachadas de esos dos cuerpos continúan transformando una línea iniciada por las galerías, atribuyendo una gran magnitud y carácter monumental a la composición. Una partición a través de un friso iniciado en las galerías se repite en las fachadas de los cuerpos laterales, con una pequeña diferencia - una zona situada bajo ese friso incluye pequeñas ventanas rectangulares de las entreplantas y las torres están rodeadas por lucernas. En la decoración se usaron pilastras dóricas de un diseño riguroso, siendo rusticadas las vueltas hacia las torres. Todos estos elementos dan bastante ritmo a la larga pared, eliminando la sensación estática.
Una combinación de los enormes edificios como una elegante plaza central crea una composición orgánica característica de las ciudades fortaleza y de las residencias suburbanas. Uno de los elementos que crean una sensación de un castillo fortificado está constituido por las murallas ypor los dos bastiones «protegidos» por puentes que pasan por encima del foso. El perfil de la muralla se configura como un espejo de la fachada sur, cerrando la plaza proyectada para los desfiles militares y revista de las tropas.

### Fachada norte
Al contrario de lo que ocurre con la fachada sur del edificio, es imposible alcanzar de un solo vistazo toda la extensión de la fachada norte, pues se abre gradualmente a medida que se rodea el edificio. La parte más expresiva de la fachada se corresponde al cuerpo central, contenido entre las dos torres pentagonales, la del reloj (a la derecha de la imagen) y la del pararrayos (a la izquierda). El centro de la fachada está acentuado por un pórtico dórico, sirviendo de apoyo a una baranda con cierre abierto. El balcón de la puerta está completado por un relieve. El arreglo de las paredes está dividido por pilastras verticales y frisos horizontales, sin presentar salientes, lo que le confiere, en articulación con los cinco arcos del piso inferior, una particular plenitud. Como ocurre con la fachada sur de este mismo cuerpo, el piso bajo presenta pilastras dóricas entre las fachadas, el primer piso pilastras jónicas y el segundo pilastras simples. El encadenado del vasto macizo fue subrayado por la imposición de cuadrados, arcos y bóvedas - piedras-clave. Por el arco de entrada se alcanza la vasta escalinata en granito con ocho tramos, la cual se yergue por tres lados.
Las dos torres, además de componer el aspecto plástico del edificio, dan una apariencia de castillo a la fachada. El piso superior de cada una de las torres queda aligerado por la presencia de lucernas.
La fachada en semicírculo del lado norte, al contrario de lo que ocurre en el lado sur, está dividida en tres secciones. En la decoración de los dos primeros pisos se utilizaron gigantescas pilastras dóricas, mientras que en el tercer piso son jónicas. La apariencia de sus formas crea una impresión de carácter monumental y un aire de severidad.

## Películas rodadas en el Palacio de Gátchina

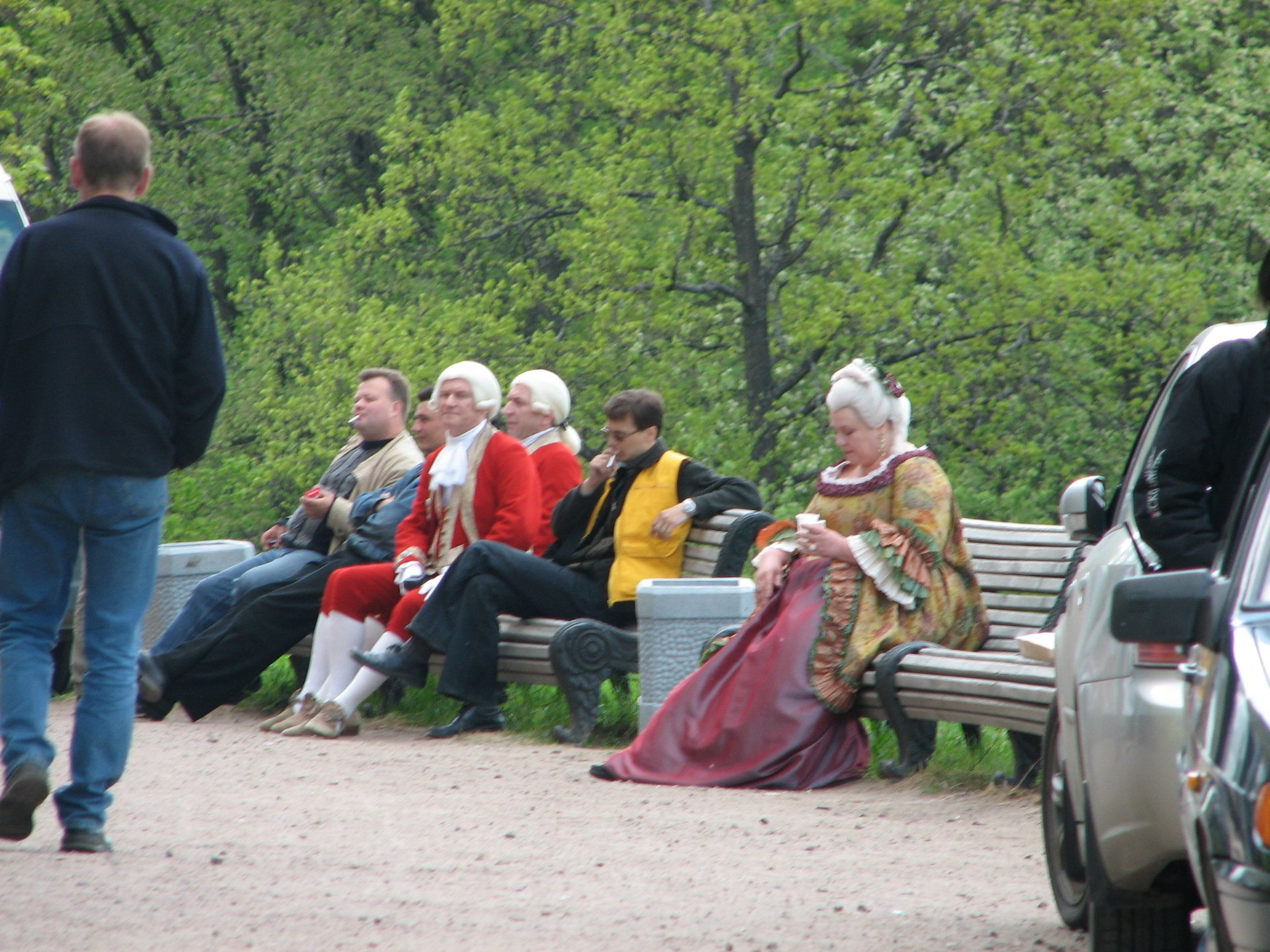
Actores en una pausa del rodaje en el palacio de Gátchina, mayo de 2006.

El Palacio de Gátchina y sus interiores llamaron con frecuencia la atención de cineastas, volviéndose muchas veces plató de rodaje de películas, entre otras:
- Левша[9] - «Zurdo» (1986);
- Бедный, бедный Павел[10] - «Pobre, pobre Pável» (2003);
- Yunkerá (Юнкера[11] - «Junker» (2006);
- Oranienbaum. Serébryany samurái (Ораниенбаум. Серебряный самурай[12]);
- Испытание для «настоящей принцессы».[13]

## Literatura
En ruso
- Makarov V. К., Petrov A. N. — Gátchina. 2.ª ed. corregida y aumentada — San Petersburgo: Publicaciones Sergei Hodova, 2005. — pp. 38–121. — 304 páginas — 3000 ejemplares — ISBN 5-98456-018-6
- Rodionova T. F. - Gátchina: Páginas de Historia. 2.ª ed. modificada y completada - Gátchina: Izd. STSDB, 2006-240 páginas — 3000 ejemplares - ISBN 5-94331-111-4
- Kyuchariants DA, Raskin AG - Palacio de Gátchina//Gátchina: Monumentos de Arte. San Petersburgo: Lenizdat, 2001 - pp. 36-131-318 páginas — (Colección Petersburgo) - 5000 ejemplares - ISBN 5-289-02007-1
- Balaeva S. N. - Conservador de recuerdos del palacio de Gátchina 1924-1956. Diarios. Artículos. San Petersburgo: «El arte de Rusia», 2005, 646 pp. ISBN 5-98361-018-X.
- Piryutko Yuri M. Gátchina. Monumentos artísticos, la ciudad y sus ambientes. 2.ª ed. modificada y completada, AL: Lenizdat, 1979, pp. 9-42, 144 pp., 50 000 ejemplares.